# Chris Mooney (Schriftsteller)
Chris Mooney ist ein US-amerikanischer Thriller-Autor.

## Leben
Mooney lebt mit seiner Frau und seinem Sohn in Boston, aufgewachsen ist er in Lynn/Massachusetts. Mooney hat bereits einige Bestseller geschrieben. Sieben seiner Werke sind bereits ins Deutsche übersetzt worden und sind im Rowohlt Verlag erschienen.

## Karriere
Mooneys Hauptcharaktere zeichnen sich besonders dadurch aus, dass sie meist selbst betroffen sind, entweder durch den Killer in der Vergangenheit oder durch ähnliche Ereignisse. Die Bücher sind also von Erinnerungen durchzogen und halten somit den Spannungsfaden immer im ständigen Belastungstest.

## Werke
- Missing – Remembering Sarah (dt. von Michael Windgassen, Rowohlt Taschenbuch Verlag 2/2009) ISBN 978-3-499-24719-4
- Scream – Deviant Ways (dt. von Michael Windgassen, Rowohlt Taschenbuch Verlag 9/2009) ISBN 978-3-499-24721-7
- Invisible – World without End (dt. von Michael Windgassen, Rowohlt Taschenbuch Verlag 2/2011) ISBN 978-3-499-24722-4

Darby McCormick
1. Victim – The Missing (dt. von Michael Windgassen, Rowohlt Taschenbuch Verlag 3/2007) ISBN 978-3-499-24560-2
2. Secret – The Secret Friend (dt. von Michael Windgassen, Rowohlt Taschenbuch Verlag 9/2008) ISBN 978-3-499-24559-6
3. Enemy – The Dead Room (dt. von Michael Windgassen, Rowohlt Taschenbuch Verlag 3/2010) ISBN 978-3-499-25284-6
4. Zerstörte Seelen – The Soul Collectors (dt. von Ush Pilz, Rowohlt Taschenbuch Verlag 11/2011) ISBN 978-3-499-25713-1
5. Fear the Dark (nur auf Englisch, Penguin Books 01/2015) ISBN 978-0-7181-9791-9
6. Every Three Hours (nur auf Englisch, Penguin Books 02/2016) ISBN 978-1-4059-2243-2
7. Every Pretty Thing (nur auf Englisch, Penguin Books 02/2017) ISBN 978-1-4059-2245-6
8. The Snow Girls (nur auf Englisch, Penguin Books 11/2018) ISBN 978-1-4059-3253-0